# Chilo incerta
Chilo incerta là một loài bướm đêm trong họ Crambidae.